# Port lotniczy Catumbela
Port lotniczy Catumbela – międzynarodowy port lotniczy położony w Catumbela, w Angoli.

## Linie Lotnicze i połączenia
| Linia Lotnicza       | Kierunek                        |
| -------------------- | ------------------------------- |
| TAAG Angola Airlines | 1. Luanda 2. Lubango 3. Ondjiva |